# Margelana ochrea
Margelana ochrea är en fjärilsart som beskrevs av Brandt 1941. Margelana ochrea ingår i släktet Margelana och familjen nattflyn. Inga underarter finns listade i Catalogue of Life.